# Narni
Narni là một thị xã cổ nằm trên đồi thuộc vùng Umbria miền trung nước Ý, với dân số 20.100 người theo điều tra dân số năm 2003. Thị xã nằm ở độ cao 240 m (787 ft) trên một hẻm núi bên sông Nera trong tỉnh Terni.

## Cư dân nổi bật
- Marcus Cocceius Nerva – Hoàng đế La Mã 96-98.
- Erasmo of Narni
- Blessed Lucy của Narnia

## Hình ảnh

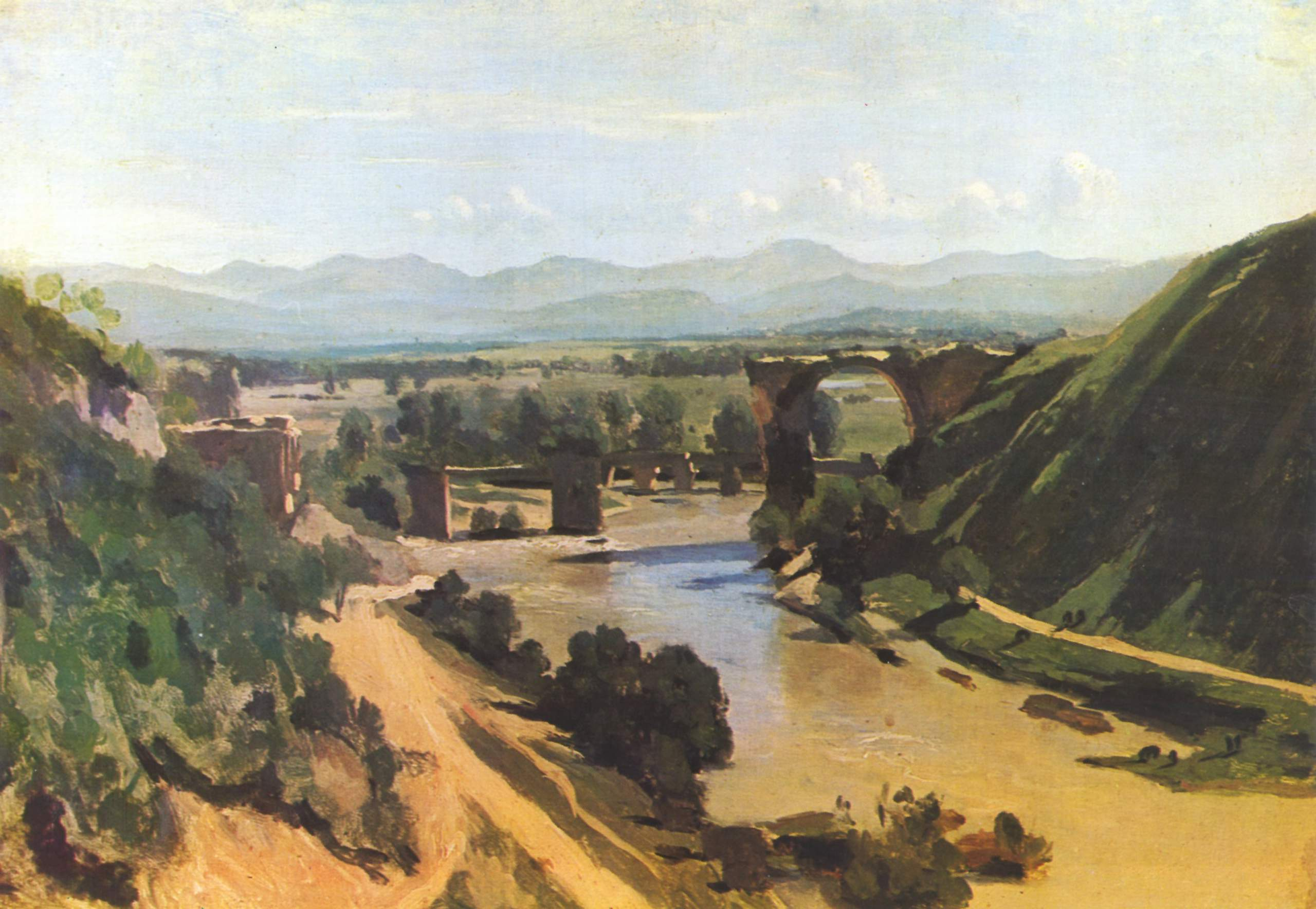
Cầu ở Narni qua sông Nera, Jean-Baptiste Camille Corot, 1826.